# Lupin III - L'ultimo colpo
Lupin III - L'ultimo colpo (ルパン三世 the Last Job?, Rupan Sansei - the Last Job) è il ventunesimo special televisivo animato giapponese dedicato a Lupin III, famoso ladro creato da Monkey Punch. Il film è stato trasmesso su Nippon Television il 12 febbraio 2010, e in Italia su Italia 2 il 20 gennaio 2012.

## Trama
Lupin e la sua banda sono sulle tracce di una statuetta del Buddha nella quale è racchiuso il segreto per ritrovare un'antica e potentissima arma creata nel sedicesimo secolo da un gruppo di scienziati italiani fuggiti in Giappone per sfuggire alla Santa Inquisizione. Sulle tracce del tesoro ci sono anche Asuka, l'ultima discendente del clan ninja dei Fuma incaricata di proteggere il segreto dell'arma, e l'antica setta segreta di Morgana, che punta a servirsene per ricreare l'Impero romano.

## Doppiaggio
| Personaggio               | Doppiatore originale | Doppiatore italiano |
| ------------------------- | -------------------- | ------------------- |
| Arsenio Lupin III         | Kan'ichi Kurita      | Stefano Onofri      |
| Daisuke Jigen             | Kiyoshi Kobayashi    | Sandro Pellegrini   |
| Goemon Ishikawa XIII      | Makio Inoue          | Antonio Palumbo     |
| Fujiko Mine               | Eiko Masuyama        | Alessandra Korompay |
| Ispettore Koichi Zenigata | Gorō Naya            | Rodolfo Bianchi     |
| Asuka Kagurazaka          | Aya Hirano           | Letizia Ciampa      |
| Maya Kagurazaka           | Romi Paku            | Rachele Paolelli    |
| Morgana                   | Masane Tsukayama     | Saverio Indrio      |
| André Maxim               | Tesshō Genda         | Massimiliano Plinio |
| Raymond Loveless          | Keiji Fujiwara       |                     |
| Detective Leone           | Satoshi Mikami       | Marco Bassetti      |
| Ispettore Pasolini        | Tetsuo Gotō          | Mario Bombardieri   |
| Direttore Jacopetti       | Hirotake Nagata      | Nicola Marcucci     |

Lupin III - L'ultimo colpo è l'ultima produzione della serie al cui doppiaggio italiano ha partecipato Sandro Pellegrini (morto l'anno successivo).

## Edizioni home video
In Giappone lo special è stato trasposto in DVD da VAP nel 2010, mentre la versione rimasterizzata in alta definizione è uscita in Blu-ray Disc esclusivamente all'interno della raccolta LUPIN THE BOX - TV Special BD Collection (LUPIN THE BOX ~ TV スペシャルBDコレクション~?).